# 理查德·西尔斯 (网球运动员)
理查德·西尔斯（英語：Richard Sears，1861年10月26日—1943年4月8日），生于波士顿，美国男子网球运动员。他曾获得美国网球公开赛男子单打冠军、男子双打冠军。他于1888年退役，1943年在波士顿去世。